# Zbigniew Wieczorek
Zbigniew Wieczorek (ur. 11 marca 1961 w Pilicy) – polski polityk, samorządowiec, poseł na Sejm II kadencji, w latach 2002–2006 przewodniczący Sejmiku Województwa Śląskiego.

## Życiorys
Ukończył w 1989 studia na Wydziale Nauk Społecznych Uniwersytetu Śląskiego. Pracował jako wydawca. Pełnił funkcję posła na Sejm II kadencji wybranego z listy Sojuszu Lewicy Demokratycznej w okręgu katowickim. W latach 1998–2006 sprawował mandat radnego sejmiku śląskiego (od 2002 był jego przewodniczącym). W 2001 został wiceprezesem Wojewódzkiego Funduszu Ochrony Środowiska i Gospodarki Wodnej. Członek SLD i Stowarzyszenia „Ordynacka”.

## Odznaczenia
W 1997 otrzymał Srebrny Krzyż Zasługi.